# Bulbophyllum dickasonii
Bulbophyllum dickasonii là một loài phong lan thuộc chi Bulbophyllum.